# バルセロナ自治大学
バルセロナ自治大学（バルセロナじちだいがく、カタルーニャ語: Universitat Autònoma de Barcelona: IPA: [uniβərsiˈtat əwˈtɔnumə ðə βərsəˈɫonə], スペイン語: Universidad Autónoma de Barcelona, 略称 : UAB）は、スペイン・カタルーニャ州バルセロナ県にある公立大学。メインキャンパスはバルセロナ近郊のサルダニョーラ・ダル・バリェスにある。

## 歴史

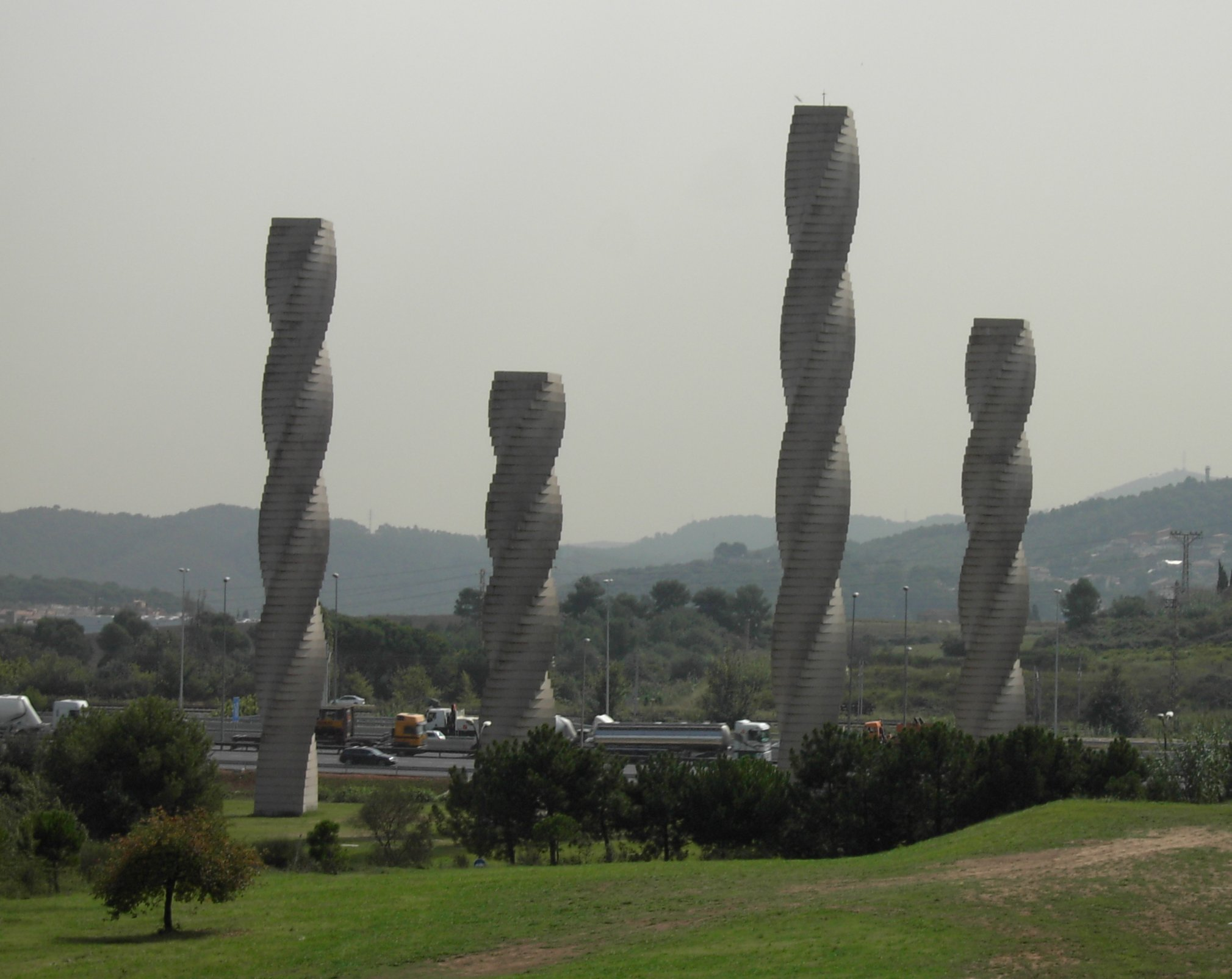
サルダニョーラ・キャンパス内のモニュメント

1450年にはアラゴン王アルフォンソ5世によってバルセロナ大学が設立され、バルセロナ大学は長らくカタルーニャ地方唯一の大学だった。1930年代前半のスペイン第二共和政期にはバルセロナに2校目の大学を設立する計画があったが、1930年代後半のスペイン内戦と内戦につづくフランコ独裁政権によって、これらの計画は認められなかった。
フランコ政権末期には、バルセロナ大学のあるカタルーニャ地方、マドリード大学のあるマドリード、公立大学のないバスク地方に新たな公立大学を設立する計画が持ち上がった。1968年6月6日の法令によってバルセロナ自治大学が公式に設立され、7月27日には文学部、医学部、自然科学部、経済学部の設立が開始された。同時期にはマドリード第二の公立大学としてマドリード自治大学、バスク地方初の公立大学としてビルバオ大学（現バスク大学）も設立されている。約10週間後の10月6日には文学部の初講義がサン・クガ・ダル・バリェスにあるサン・クガ修道院で行われ、同月には医学部がバルセロナのサン・パウ病院に設立された。1969年にはサルダニョーラ・ダル・バリェスに土地を取得することで合意に達し、同年には自然科学部と経済学部が発足した。3年間かけていくつかの学部や職業学校が設立され、サルダニョーラ・キャンパスの建設工事が行われた。現存する学部の大半はこの時期にサルダニョーラ・キャンパスに新設または移転している。
1975年にフランシスコ・フランコが死去してフランコ独裁政権が終わりを迎えると、1976年には民主的で独立した大学のモデルを設立する計画を発表した。この計画は「ベリャテラ・マニフェスト」と呼ばれ、原則の宣言を含んでいた。2年後の1978年にカタルーニャ自治州憲章が承認されると、大学評議会は民主化移行期に新設されたカタルーニャ州政府に移管された。1985年から1992年にかけて、既存学部の改革や新たな学部の設立などを行った。1993年には複合施設内部の学生寮としてビラ・ウニベルシタリア（大学町）が開所した。

## 研究
2012年時点では13の学部があり、57の学科を有し、85の卒業資格を授与している。さらに約80の博士課程、80以上の大学院課程を提供している。学生数は40,000人以上、学術・研究者は3,600人以上である。翻訳・通訳学部には翻訳・通訳学科と東アジア研究学科があり、東アジア研究学科には日本コースや中国コースが設置されている。かつてバルセロナでの日本語能力試験はバルセロナ自治大学の施設で行われていた。また、シンクロトロン光の一大研究拠点でもある。

### コンピュータビジョン・センター
1994年にはカタルーニャ州政府と共同で、コンピュータビジョン（画像解析）に関する研究センターを設立した。2009年にはパスカル・チャレンジに参加している。

## 評価
2020年のQS世界大学ランキングでは、世界第188位だった。生物学・生物医学で世界第144位、人文学で世界第92位、自然科学で世界第106位、社会科学で世界第95位だった。2020年のTHE世界大学ランキングでは、世界第157位だった。2020年のUSニューズ&ワールド・レポートランキングでは、世界第161位だった。多くの世界ランキングで、バルセロナ大学に次ぐスペイン第2位の大学と位置付けられている。また、創立年の比較的若い大学に限定すれば、世界屈指の水準を誇っている。

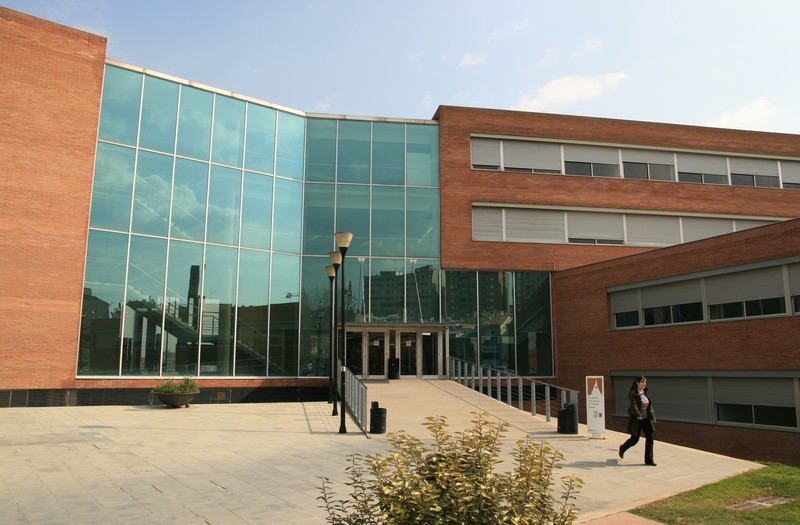

## キャンパス
バルセロナ県サルダニョーラ・ダル・バリェスにあるサルダニョーラ・キャンパスがバルセロナ自治大学のメインキャンパスである。キャンパス内にはビラ・ウニベルシタリア（大学町）という居住複合施設があり、2,000人以上が居住できる812の部屋を有している。マンレザ、サバデイ、タラサ、サン・クガ・ダル・バリェス、バルセロナにも大学関連施設が存在する。サルダニョーラ・キャンパスはバルセロナ中心部から約20kmの距離にある。公共交通機関ではカタルーニャ公営鉄道やレンフェ（スペイン国鉄）などの鉄道、SARBUSなどの大型バスが使用でき、AP-7号線やC-58号線などを通って自家用車でアクセスすることもできる。

## 出身人物
- マルティ・デ・リケル・イ・モレーラ（スペイン語版）(1914-2013) : 言語学者。
- マヌエル・バスケス・モンタルバン(1939-2003) : 小説家・推理作家。
- マリア・バディア・イ・クチェ（スペイン語版）(1947-) : 政治家。
- イレーネ・リガウ・イ・オリベル（スペイン語版）(1951-) : 政治家。
- D. サム・アブラムス（スペイン語版）(1952-) : 詩人・翻訳者・批評家。
- ジュアン・フォンクベルタ（スペイン語版）(1955-) : 写真家・アーティスト。
- カルロス・コルドン＝カルド（スペイン語版）(1957-) : 生物医学者。
- ジャウマ・カザルス（スペイン語版）(1958-) : 哲学者・教育者。ポンペウ・ファブラ大学学長。
- ラファエル・ベニテス(1960-) : サッカー指導者。
- ハビエル・セルカス(1962-) : 小説家・翻訳者。
- アンナ・アギラール・アマ（英語版）(1962-) : 著作家。
- マティルデ・アセンシ（スペイン語版）(1962-) : ジャーナリスト・著作家。
- ラモン・アスパダレル・パルセリサス（スペイン語版）(1963-) : 政治家。
- クリスティーナ・ファリャラス（スペイン語版）(1968-) : ジャーナリスト・著作家。
- マリソル・プラード（スペイン語版）(1968-) : 内科医・精神科医・医学教授。
- シモーナ・シュクラベッチ（スペイン語版） (1968-) : 批評家・随筆家・翻訳者。
- フランセスク・オムス・モリスト（スペイン語版）(1969-) : 政治家。
- ウリオル・ジュンケラス(1969-) : 歴史学者・政治家。カタルーニャ共和主義左翼党首。
- ハビエル・カルボ（スペイン語版）(1973-) : 著作家。
- Gisela（スペイン語版）(1979-) : 歌手。